# Akrolímni
Akrolímni är en ort i Grekland.   Den ligger i prefekturen Nomós Péllis och regionen Mellersta Makedonien, i den norra delen av landet, 300 km norr om huvudstaden Aten. Akrolímni ligger 8 meter över havet och antalet invånare är 1 398.
Terrängen runt Akrolímni är platt, och sluttar österut. Runt Akrolímni är det ganska tätbefolkat, med 134 invånare per kvadratkilometer. Närmaste större samhälle är Véroia, 18,1 km söder om Akrolímni. Trakten runt Akrolímni består till största delen av jordbruksmark.